# Israelisch-türkische Beziehungen
Die israelisch-türkischen Beziehungen wurden 1949 aufgenommen. Die Türkei war damit das erste Land mit einer mehrheitlich muslimischen Bevölkerung, welches den Staat Israel anerkannte. Auch in der Folgezeit wich die Politik der Türkei gegenüber Israel stark von der der arabischen Länder ab und beide Länder etablierten enge Beziehungen. In den 1990er Jahren konnte von einer strategischen Partnerschaft beider Länder gesprochen werden, mit enger militärischer, politischer und wirtschaftlicher Kooperation. In der Amtszeit von Recep Tayyip Erdoğan verschlechterten sich die Beziehungen jedoch deutlich und nach dem Gazakrieg (2008–2009) und dem Ship-to-Gaza-Zwischenfall (2010) wurden die diplomatischen Kontakte auf ein Minimum reduziert. Im Jahr 2022 wurde zunächst wieder eine Normalisierung vereinbart, im Mai 2024 allerdings die Handelsbeziehungen im Zuge des Kriegs in Israel und Gaza komplett abgebrochen.

## Historischer Überblick

### Vorgeschichte

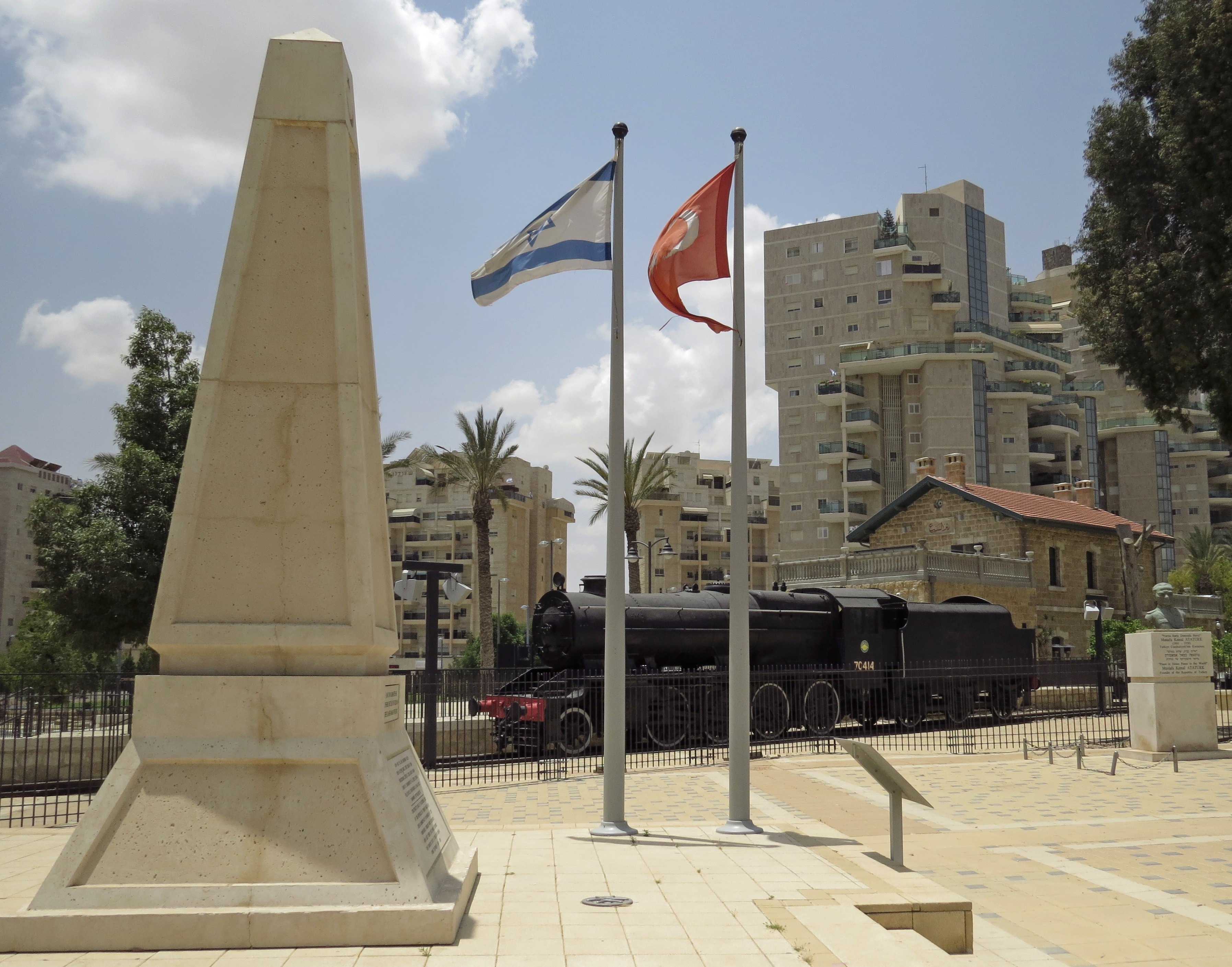
Ehrenmal für osmanische Gefallene der Schlacht um Beerscheba vor Museumslok und osmanischem alten Bahnhof Be’er Scheva, 2015

Der Vorgänger der Türkei, das Osmanische Reich, nahm auf Bestreben von Sultan Bayezid II. jüdische Flüchtlinge auf, und Bayezids II. ermöglichte den Sephardim die Flucht vor der spanischen Inquisition. Die Osmanen verfolgen lange Zeit eine sehr tolerante Politik gegenüber der jüdischen Minderheit, welche sich positiv von der Situation in vielen Teilen Europas abhob. Daher waren die Juden dem Osmanischen Reich gegenüber sehr loyal und viele von ihnen flohen in das Osmanische Reich, als auf dem Balkan antiosmanische Aufstände begannen und die Verfolgung der Juden im Russischen Reich und in Westeuropa zunahm. 1905 lebten im Osmanischen Reich knapp 256.000 Juden, womit sie knapp ein Prozent der Bevölkerung ausmachten. Der Zionist Theodor Herzl bat den damaligen osmanischen Sultan Abdul Hamid II. sogar, Palästina als Heimstätte für das jüdische Volk zur Verfügung zu stellen, im Gegenzug boten die Zionisten an, die Zinsen auf die osmanischen Staatsschulden zu zahlen, was der Sultan allerdings ablehnte. Abdul Hamid II. bot den Juden an, sich in Mesopotamien niederzulassen, doch dieses Angebot wurde von Herzl nicht angenommen. Die verstärkte Zuwanderung von Juden nach Palästina begann dabei schon während der osmanischen Herrschaft Ende des 19. Jahrhunderts. Mit dem Aufstieg des türkischen Nationalismus und der Bewegung der Jungtürken verschlechterte sich die Lage der osmanischen Juden jedoch. Mit dem Ausbruch des Ersten Weltkriegs begann das Osmanische Reich schließlich, seine Toleranz gegenüber den Juden und anderen Minderheiten aufzugeben. Nach der Aufdeckung des jüdischen Spionagenetzwerks NILI kam es zu Verfolgungen. Die Osmanen deportierten zahlreiche Einwohner von Tel Aviv-Jaffa, wobei 1.500 jüdische Bewohner später ums Leben kamen. Eine vollständige Deportation der Juden aus Palästina soll nur durch das Eingreifen des deutschen Generals Erich von Falkenhayn verhindert worden sein. Nach dem Ende des Ersten Weltkriegs kam Palästina unter die Herrschaft der Briten und das Osmanische Reich wurde aufgelöst. Sein Nachfolgestaat wurde die 1923 gegründete Republik Türkei.

### Nach der Aufnahme diplomatischer Beziehungen

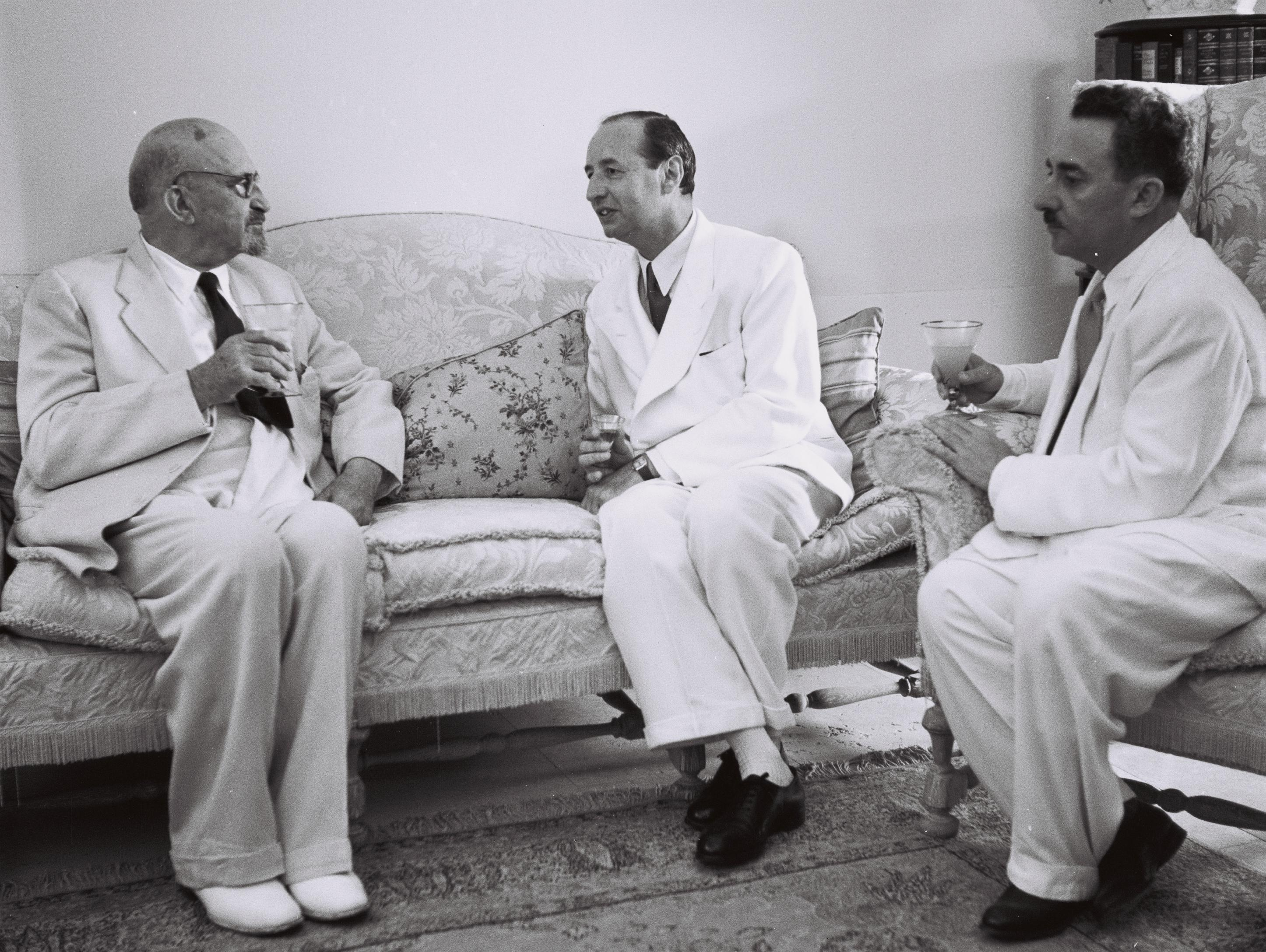
Chaim Weizmann, Seyfullah Esin und Mosche Scharet (1950)

Während des Palästinakrieg blieb die Türkei neutral und verhinderte, dass türkische Freiwillige sich den Arabern anschließen konnten. Obwohl die Türkei gegen den UN-Teilungsplan für Palästina gestimmt hatte, erkannte die Türkei 1949 den Staat Israel nach seinem Sieg gegen eine arabische Koalition an. Die erste diplomatische Vertretung der Türkei in Israel war eine Gesandtschaft und wurde am 7. Januar 1950 offiziell eingeweiht. 1958 trafen sich der israelische Premierminister David Ben-Gurion und der türkische Premierminister Adnan Menderes und vereinbarten ein Geheimbündnis, das den Austausch nachrichtendienstlicher Informationen und eine militärische Zusammenarbeit umfasste. Enge Kontakte zur Türkei zu etablierten entsprach der israelischen Strategie, gute Beziehungen zu den nicht-arabischen Staaten Vorderasiens aufzubauen. Die militärische Kooperation führte auch zu einem proisraelisch eingestellten türkischen Militär. Die Türkei vermittelte in Folge oft zwischen Israel und den arabischen Staaten und war ein Fürsprecher Israels innerhalb der Organisation für Islamische Zusammenarbeit. Dies stellte jedoch einen Spagat für die türkische Außenpolitik dar, denn die Türkei wollte auch die Unterstützung der arabischen Staaten gewinnen, z. B. im Zypernkonflikt. Die Türkei erkannte 1974 die Palästinensische Befreiungsorganisation (PLO) an und schloss sich einer UN-Resolution an, welche Zionismus mit Rassismus gleichsetzte, was die Beziehungen belastete. Die Türken blieben in Folge ein großer Unterstützer der Rechte der Palästinenser und erkannten 1988 den Staat Palästina diplomatisch an. Der israelisch-palästinensische Friedensprozess zu Beginn der 1990er Jahre sorgte für eine deutliche Verbesserung der Beziehungen und eine enge strategische Partnerschaft begann. Die beiden Länder schlossen 1996 einen Verteidigungspakt und die Türkei begann Rüstungsgüter aus Israel zu importieren. 1999 unterstützte Israel die Türkei nach dem Erdbeben von Gölcük.

### Israelisch-türkische Beziehungen in der Erdoğan-Ära
Bei den Wahlen in der Türkei 2002 errang die Partei für Gerechtigkeit und Entwicklung (AKP) einen Erdrutschsieg. Ministerpräsident Recep Tayyip Erdoğan besuchte Israel im Jahr 2005, wo er sich mit Premierminister Ariel Scharon und Präsident Mosche Katzav traf. Erdoğan legte auch einen Kranz an der Holocaust-Gedenkstätte Yad Vashem nieder. Bei seinem Besuch bezeichnete Erdoğan Antisemitismus als „ein Verbrechen gegen die Menschlichkeit“ und verurteilte das Iranische Atomprogramm. In den Folgejahren blieben die Beziehungen gut und wurden 2006 von dem israelischen Außenministerium als „perfekt“ bezeichnet.

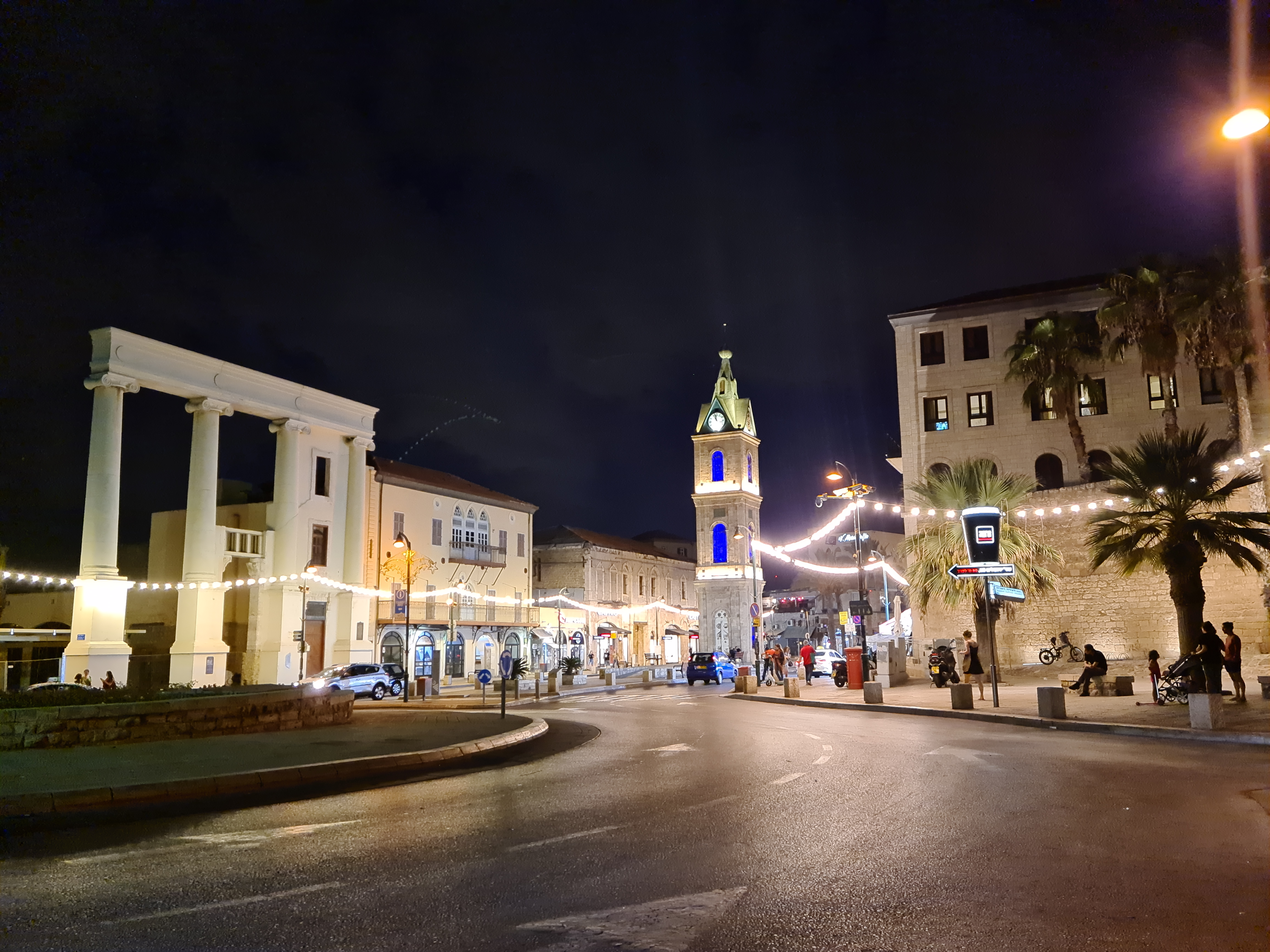
Neues Serail, Baladiyya, Uhrturm und Hotel Setay in Tel Aviv, 2021

Am 28. April 2008 empfing der türkische Botschafter Namık Tan die Schlüssel für die restaurierte Baladiyya mit Neuem Serail in Tel Aviv, um beide als Zentrum für Verbreitung und Studium der türkischen Kultur zu nutzen. Die Stadt Tel Aviv-Jaffa räumt der Türkei eine Erbpacht von 24 Jahren an der Baladiyya ein, mit möglicher Verlängerung. Tan bemerkte dazu: „Israel ist das erste Land auf ehemals osmanischem Territorium, dessen Regierung der türkischen Regierung als osmanischem Rechtsnachfolger, eine osmanische Baulichkeit zurückgegeben hat.“ Das Kulturzentrum wendet sich an alle Israelis, spricht aber auch besonders die 60'000 türkischstämmigen Israelis wie die etwa 60'000 israelisch-türkischen Doppelstaater an.

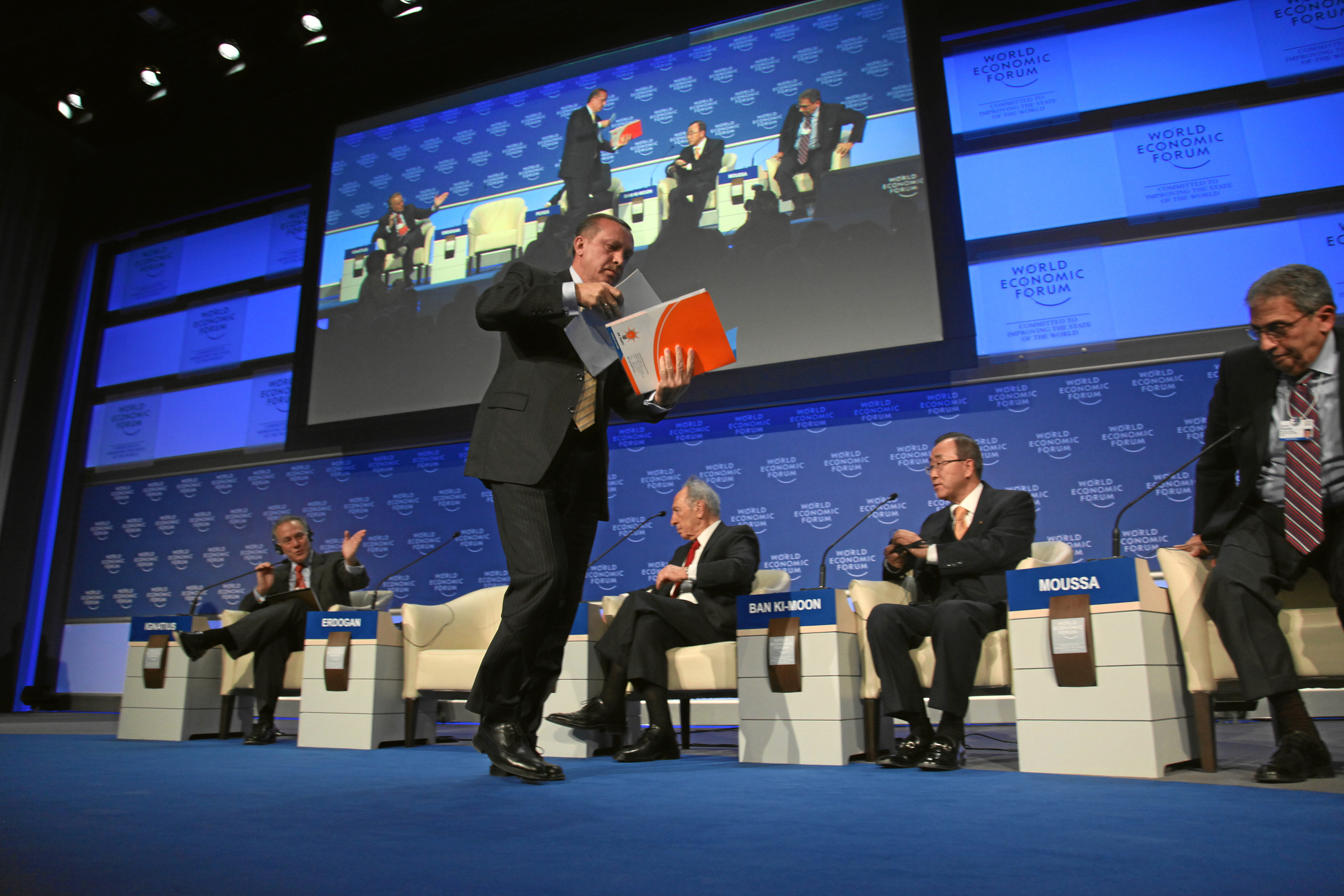
Der türkische Premierminister Recep Tayyip Erdoğan kritisiert die israelische Politik und verlässt das Weltwirtschaftsforum in Davos, Schweiz (2009)

Die Verurteilung der israelischen Angriffe auf den Gazastreifen 2008/2009 durch die türkische Regierung führte zu einer Verschlechterung der Beziehungen. Die israelischen Angriffe sorgten für öffentliche Proteste der Türkei. Erdoğan kritisierte Israels Verhalten in Gaza auf der Konferenz des Weltwirtschaftsforums in Davos im Januar 2009 scharf, wobei es zu einem diplomatischen Eklat und einer persönlichen Auseinandersetzung mit dem israelischen Präsidenten Schimon Peres kam. Am 11. Oktober 2009 sollte die militärische Luftübung Anatolian Eagle stattfinden, an der die Türkei, Israel, die Vereinigten Staaten und Italien teilnehmen sollten. Die Türkei schloss Israel infolge des Konflikts jedoch von der Militärübung aus. Im Mai 2010 versuchte das türkische Schiff Mavi Marmara humanitäre Güter in das von Israel blockierte Gaza zu transportieren. Es wurde jedoch von der israelischen Marine gestürmt, wobei neun Aktivisten (acht türkische Staatsbürger und ein türkisch-amerikanischer Doppelstaatsbürger) getötet und viele weitere verwundet wurden. Erdoğan bezeichnete den Vorfall als „Staatsterrorismus“ und die Türkei stellte als Reaktion auf den Vorfall die militärische Kooperation mit Israel ein und zog ihren Botschafter aus Israel ab.

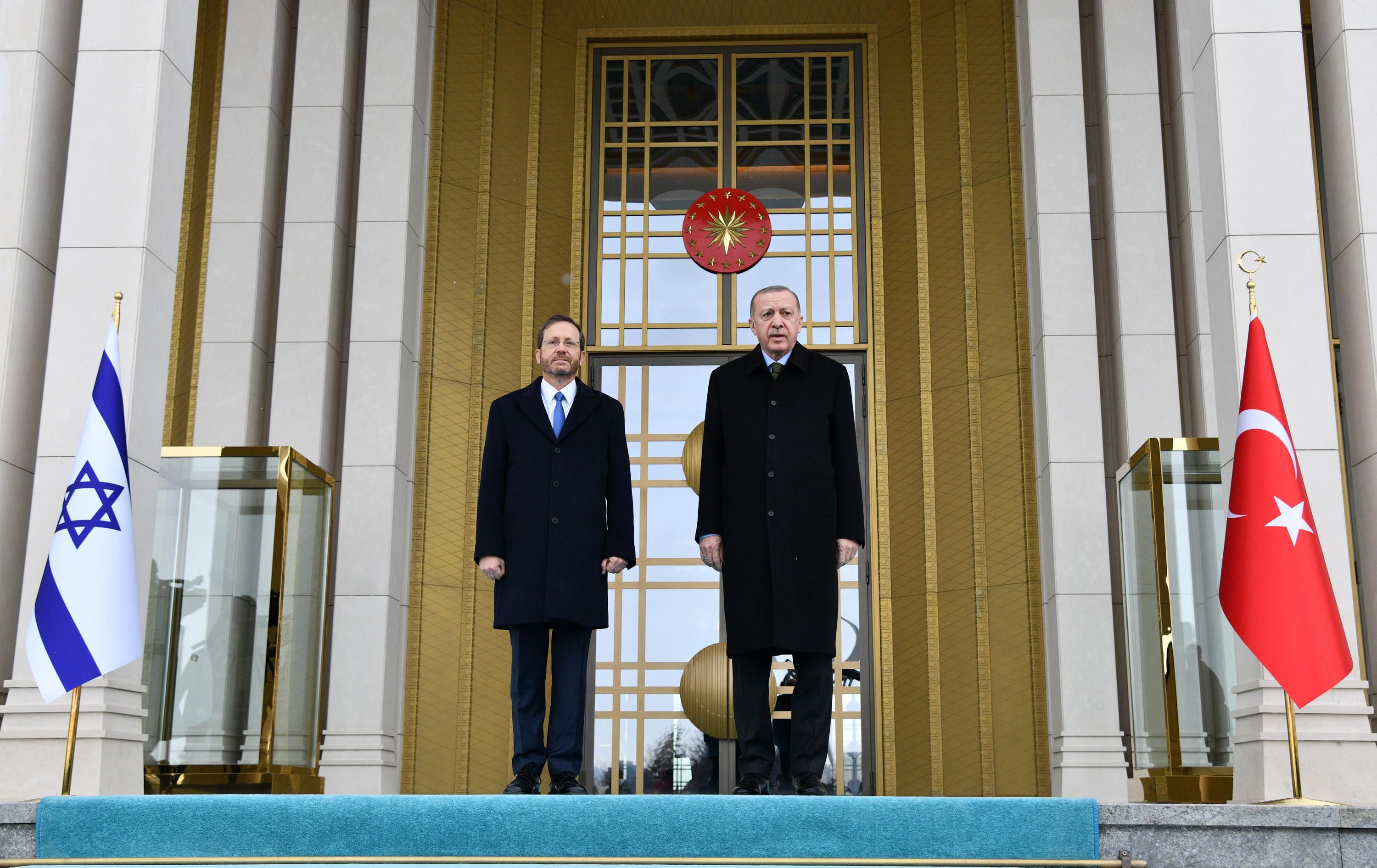
Jitzchak Herzog und Recep Tayyip Erdoğan (2022)

Die Rhetorik zwischen beiden Ländern wurde danach schärfer. Erdoğan beschuldigte die Vereinten Nationen im November 2012, angesichts tödlicher israelischer Luftangriffe auf den Gazastreifen im Rahmen der Operation Wolkensäule untätig geblieben zu sein, und bezeichnete Israel als „terroristischen Staat“, der „unschuldige Kinder massakriert“. Laut Berichten von 2013 soll die Türkei als Vergeltung auch einen Spionagering des Mossad im Iran enttarnt haben. Im März 2013 entschuldigte sich der israelische Premierminister Benjamin Netanjahu schließlich für den Angriff auf die Mavi Marmara und kündigte an, den Familien der Toten eine Entschädigung zu zahlen. Bei der Vermittlung sollen die USA geholfen haben. Nach Verhandlungen wurde 2016 schließlich eine Normalisierung der diplomatischen Beziehungen vereinbart. Nach der Anerkennung von Jerusalem als Hauptstadt Israels durch Donald Trump 2018 verschlechterten sie sich allerdings gleich wieder. Die türkische Regierung rief eine dreitägige Staatstrauer aus und nach Ausschreitungen warf Erdoğan Israel vor, einen „Genozid zu verüben“ und ein „Apartheidstaat“ zu sein. Am nächsten Tag wies die Türkei den israelischen Botschafter aus und zog ihren Botschafter in Tel Aviv zu Konsultationen ab. Daraufhin wies Israel den türkischen Konsul in Jerusalem aus. 2019 verurteilte Israel die türkische Militäroffensive in Nordsyrien und warf der Türkei vor, ethnische Säuberungen gegen die Kurden durchzuführen. Im August 2020 bezeichnete der Mossad-Chef Yossi Cohen die Türkei offen als Bedrohung für Israel.
Im Jahr 2022 wurde schließlich wieder eine Normalisierung der diplomatischen Beziehungen vereinbart. Nach dem Erdbeben in der Türkei und Syrien 2023 leistete Israel umfangreiche humanitäre Hilfe und schickte 500 Helfer in die betroffenen Gebiete.
Nach dem Terrorangriff der Hamas auf Israel 2023 bezeichnete Erdoğan die Hamas als „Freiheitskämpfer“ und „Mudschahid“. Er sprach öffentlich auf propalästinensischen Kundgebungen und warf Israel bei seinem Gegenangriff auf die Hamas im Gazastreifen „Kriegsverbrechen“ vor. Der israelische UN-Botschafter Gilad Erdan bezeichnete Erdoğan daraufhin als „Schlange“ und „Antisemiten“. Israel zog seine Diplomaten aus der Türkei ab, um eine „Neubewertung der Beziehungen“ vorzunehmen. Insgesamt verschlechterten sich die Beziehungen in den Folgemonaten deutlich. Im Mai 2024 stellte die Türkei wegen des israelischen Vorgehens im Gazastreifen die Handelsbeziehungen zu Israel ein. Im Juli 2024 drohte Erdogan Israel mit militärischen Angriffen.

## Wirtschaftsbeziehungen
In den 1990er Jahren wurden intensive Wirtschaftsbeziehungen etabliert. Im Jahr 1996 unterzeichneten die Türkei und Israel ein Freihandelsabkommen. Im Jahr 1997 trat ein Abkommen zur Vermeidung der Doppelbesteuerung in Kraft. Ein bilaterales Investitionsabkommen wurde 1998 unterzeichnet. Der bilaterale Warenaustausch lag 2022 bei über 8,4 Milliarden US-Dollar und für türkische Unternehmen ist Israel der neuntgrößte Exportmarkt.
Im Jahr 2008, vor dem Krieg in Gaza 2008/09, machten nach Angaben der israelischen Tourismusbehörde 560.000 Israelis Urlaub in der Türkei. Nach der Verschlechterung der politischen Beziehungen zwischen beiden Ländern sank die Anzahl israelischer Touristen auf 60.000 im Jahr 2011. Der türkische Premierminister Recep Tayyip Erdoğan erklärte im Juni 2012: „Wir brauchen keine israelischen Touristen. Wir haben sie erfolgreich ersetzt“.
Eine neue Komponente bekamen die Wirtschaftsbeziehungen durch die Entdeckung von Erdgas im Mittelmeer. 2023 kündigten beide Länder an, bei der Förderung der Erdgasvorkommen zu kooperieren.
Im Mai 2024 stoppte die Türkei jeglichen Handel mit Israel.

## Kulturbeziehungen

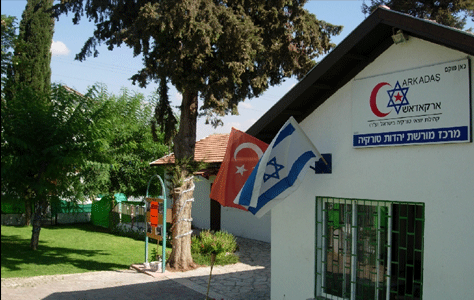
Arkadaş-Vereinigung in Jehud

Die Arkadaş-Vereinigung wurde 2003 gegründet, um das Erbe der türkischen Juden zu bewahren, das Studium des Ladino zu fördern und die kulturellen Beziehungen zwischen Israel und der Türkei zu stärken. In der Türkei lebten 2016 noch knapp 23.000 Juden und 77.000 Israelis wurden in der Türkei geboren. Durch die politischen Spannungen zwischen beiden Ländern wurden aber auch die Kulturbeziehungen belastet und Israel wurde in der Türkei zunehmend als ein Feindbild betrachtet.

### Israelische Position zum Armenischen Genozid
Israel erkennt den Massenmord an den Armeniern im Osmanischen Reich nicht als einen Genozid an. Im April 2001 zitierte eine türkische Zeitung Außenminister Schimon Peres mit den Worten: „Wir weisen die Versuche zurück, eine Ähnlichkeit zwischen dem Holocaust und den armenischen Anschuldigungen herzustellen. Es hat nichts Ähnliches dem Holocaust stattgefunden. Es ist eine Tragödie, was die Armenier durchgemacht haben, aber kein Völkermord.“ Die Beziehungen Israels zu Aserbaidschan sind eng, und die Aserbaidschan-Israel International Association hat sich gegen die Anerkennung des Völkermords eingesetzt. Israel lieferte auch Waffen an Aserbaidschan und half dem Land damit im Bergkarabachkonflikt.